# Hans Taihuttu
MJ Hans Taihuttu (* 1909 in Niederländisch-Indien, heute Indonesien; † unbekannt) war ein indonesischer Fußballspieler.

## Sportlicher Werdegang
Taihuttu spielte für den VV Jong Ambon Batavia, einem Verein aus dem später als Jakarta bekannten Batavia, der Hauptstadt der seinerzeitigen niederländischen Kolonie Niederländisch-Indien. Gemeinsam mit seinem Mannschaftskameraden Tjaak Pattiwael gehörte der Stürmer zum Aufgebot der niederländisch-indischen Nationalmannschaft als einzigem asiatischen Vertreter bei der Weltmeisterschaft 1938 in Frankreich. Durch eine 0:6-Niederlage im Achtelfinalspiel am 5. Juni 1938 in Reims gegen den späteren Vizeweltmeister Ungarn schied er mit der von Johannes Christoffel Jan Mastenbroek trainierten Mannschaft direkt nach dem ersten Endrundenspiel aus dem Turnier aus.